# Doug Jones
Doug Jones (Indianapolis, 24 maggio 1960) è un attore e mimo statunitense.
È noto per aver interpretato il personaggio di Abe Sapien, nella saga cinematografica di Hellboy, e il kelpiano Saru, nell'Expanded Universe del franchise di fantascienza Star Trek.

## Biografia
Nato a Indianapolis, nell'Indiana, studia alla Bishop Chatard High School e in seguito alla Ball State University, dove si laurea in telecomunicazioni nel 1982. Terminati gli studi inizia a lavorare in teatro entrando a far parte della scuola per mimi Mime Over Matter. Negli anni seguenti Jones lavora anche come contorsionista e appare in svariati spot pubblicitari, di cui il più famoso è quello per la catena McDonald's. Trasferitosi da Indianapolis a Los Angeles, compare in numerosi videoclip per artisti come Madonna, Red Hot Chili Peppers e Marilyn Manson. Il suo debutto cinematografico risale al 1990 nel film La regina dell'inferno. Nel 1992 recita nel film di Tim Burton Batman - Il ritorno, nella parte del Clown spalla di Pinguino. Successivamente lavora in Hocus Pocus, Mimic e Three Kings.
Attore versatile e soprattutto camaleontico, grazie a un fisico particolare (è alto 1 metro e 90 e pesa solo 64 chili) e alle sue doti di mimo, risulta diverse volte il più adatto, e molto spesso l’unico, in grado di recitare sotto strati e strati di silicone e lattice. Appare in The Time Machine, nella parte di Spy Morlock, mentre nel 2004 veste i panni di Abe Sapien in Hellboy di Guillermo del Toro. Nel 2005 recita nel remake del film simbolo del cinema espressionista tedesco Il gabinetto del dottor Caligari (Das Cabinet des Dr. Caligari) di Robert Wiene, The Cabinet of Dr. Caligari, diretto da David Lee Fisher, in cui interpreta il sonnambulo Cesare, personaggio già impersonato da Conrad Veidt nell'originale. Nel 2006 lavora nuovamente con del Toro ne Il labirinto del fauno, dove impersona sia il fauno che l'uomo pallido. Sempre nel 2006 partecipa al film Lady in the Water, nella parte di uno dei Tartutic. Nel 2007 è Silver Surfer ne I Fantastici 4 e Silver Surfer, mentre nel 2008 torna a interpretare Abe Sapien, oltre che il Ciambellano e l'Angelo della Morte in Hellboy: The Golden Army. 
Nel 2010 appare nel film Legion. Nel 2015 è nei panni del metaumano Jake Simmons / Deathbolt, comparendo nell'episodio della terza stagione della serie televisiva Arrow, tratta dai fumetti DC Comics, La fine di Arrow (Broken Arrow). Sempre nel 2015 ricompare sempre nei panni di Deathbolt in un episodio della prima stagione della serie The Flash, spin-off della precedente e parte dell'Arrowverse, I nemici (Rogue Air).
Nel 2017 prende parte al film La forma dell'acqua - The Shape of Water, pellicola di Guillermo del Toro, in cui interpreta il gill-man.
Sempre nel 2017 entra a far parte del cast fisso di Star Trek: Discovery, sesta serie televisiva live action del franchise di fantascienza Star Trek e prima dell'Expanded Universe, dove interpreta il kelpiano  l'alieno Saru, secondo in comando della nave stellare della Federazione dei Pianeti Uniti, USS Discovery. Vi rimane per tutta la durata della serie, apparendo in un totale di 60 episodi e passando al grado di capitano della Discovery per poi, una volta giunti nel XXXII secolo, divenire ambasciatore del suo pianeta natale Kaminar e innamorarsi e sposarsi con l'ambasciatrice vulcaniana di Mivar, T'Rina (Tara Rosling). Oltre a Star Trek: Discovery, Doug Jones compare nei panni di Saru anche nell'episodio La stella più brillante (The Brightest Star) della serie antologica Star Trek: Short Treks e presta la voce al proprio personaggio nelle serie Star Trek Logs e Star Trek: Very Short Treks.
Nel 2021 prende parte al cortometraggio Dying Is Easy, diretto da Aaron Schoenke e Sean Schoenke e ambientato nell'universo di Batman, interpretando l'arcinemico dell'uomo pipistrello L'Enigmista. Nel 2022, Jones riprende il ruolo di Billy Butcherson in Hocus Pocus 2.

## Filmografia

### Attore

#### Cinema
- The Newlydeads, regia di Joseph Merhi (1988)
- La regina dell'inferno (Night Angel), regia di Dominique Othenin-Girard (1990)
- Seduzione pericolosa (Carnal Crimes), regia di Gregory Dark - direct-to-video (1991)
- Batman - Il ritorno (Batman Returns), regia di Tim Burton (1992)
- Hocus Pocus, regia di Kenny Ortega (1993)
- Il mio amico ninja (Magic Kid), regia di Joseph Merhi - direct-to-video (1993)
- Tank Girl, regia di Rachel Talalay (1995)
- Galgameth, regia di Sean McNamara (1996)
- Warriors of Virtue, regia di Ronny Yu (1997)
- Mimic, regia di Guillermo del Toro (1997)
- Denial, regia di Adam Rifkin (1998)
- Bug Buster, regia di Lorenzo Doumani (1998)
- Mystery Men, regia di Kinka Usher (1999)
- Three Kings, regia di David O. Russell (1999)
- Le avventure di Rocky e Bullwinkle (The Adventures of Rocky & Bullwinkle), regia di Des McAnuff (2000)
- Jack Frost 2: Revenge of the Mutant Killer Snowman, regia di Michael Cooney - direct-to-video (2000)
- Stalled, regia di Stefan Haves (2000)
- Steven Spielberg's Movie, regia di Alex Daltas – cortometraggio (2001)
- Monkeybone, regia di Henry Selick (2001)
- Side Effects, regia di Scott Allen Perry – cortometraggio (2002)
- The Time Machine, regia di Simon Wells (2002)
- Men in Black II, regia di Barry Sonnenfeld (2002)
- Il ladro di orchidee (Adaptation.), regia di Spike Jonze (2002)
- Fratelli per la pelle (Stuck on You), regia di Peter e Bobby Farrelly (2003)
- Hellboy, regia di Guillermo del Toro (2004) - Abe Sapien
- Three Lives, regia di Gulliver Parascandolo – cortometraggio (2004)
- A Series of Small Things, regia di Phil Donlon – cortometraggio (2005)
- Doom, regia di Andrzej Bartkowiak (2005)
- The Cabinet of Dr. Caligari, regia di David Lee Fisher (2005)
- Gli scaldapanchina (The Benchwarmers), regia di Dennis Dugan (2006)
- Il labirinto del fauno (El laberinto del fauno), regia di Guillermo del Toro (2006)
- Lady in the Water, regia di M. Night Shyamalan (2006)
- Nora Breaks Free, regia di Gabriel Renfro – cortometraggio (2006)
- Hazzard (The Dukes of Hazzard: The Beginning), regia di Jay Chandrasekhar (2007)
- I Fantastici 4 e Silver Surfer (Fantastic Four: Rise of the Silver Surfer), regia di Tim Story (2007) - Silver Surfer
- The Wager, regia di Judson Pearce Morgan (2007)
- Super Capers: The Origins of Ed and the Missing Bullion, regia di Ray Griggs (2008)
- Hellboy: The Golden Army (Hellboy II: The Golden Army), regia di Guillermo del Toro (2008) - Abe Sapien
- The Job, regia di Pons Maar – cortometraggio (2008)
- Quarantena (Quarantine), regia di John Erick Dowdle (2008)
- Angel of Death, regia di Paul Etheredge (2009)
- Il circo della farfalla (The Butterfly Circus), regia di Joshua Weigel – cortometraggio (2009)
- My Name Is Jerry, regia di Morgan Mead (2009)
- Pie & Coffee, regia di D.J. Holloway – cortometraggio (2009)
- Gainsbourg (vie héroïque), regia di Joann Sfar (2010)
- Legion, regia di Scott Stewart (2010)
- Cyrus, regia di Mark Vadik (2010)
- Sudden Death!, regia di Adam Hall – cortometraggio (2010)
- Carnies, regia di Brian Corder - direct-to-video (2010)
- The Candy Shop, regia di Brandon McCormick – cortometraggio (2010)
- Lights Out, regia di Gregori J. Martin (2010)
- The Cure, regia di Sun W. Kim – cortometraggio (2010)
- Absentia, regia di Mike Flanagan (2011)
- The Tomorrow Machine, regia di Bryan Chojnowski – cortometraggio (2011)
- It's Alive!, regia di Adam Hall - direct-to-video (2011)
- End of the Road, regia di J.P. Pierce (2011)
- John Dies at the End, regia di Don Coscarelli (2012)
- Saint Alex, regia di Johnny Andow – cortometraggio (2012)
- White Room: 02B3, regia di Greg Aronowitz – cortometraggio (2012)
- Vicini del terzo tipo (The Watch), regia di Akiva Schaffer (2012)
- Rock Jocks, regia di Paul V. Seetachitt (2012)
- Raze, regia di Josh C. Waller (2013)
- First Impressions, regia di Leo Kei Angelos – cortometraggio (2013)
- Dust of War, regia di Andrew Boodhoo Kightlinger (2013)
- Innocent Blood, regia di D.J. Holloway e Sun W. Kim (2013)
- Hookah, regia di Matt Hillyer – cortometraggio (2013)
- I, Helios, regia di James R. Berry – cortometraggio (2013)
- Cruel Will, regia di Arthur Romeo (2014)
- Love in the Time of Monsters, regia di Matt Jackson (2014)
- SpearFishing, regia di Galen Gilbert – cortometraggio (2014)
- Everlast, regia di Leo Kei Angelos – cortometraggio (2014)
- The Visitant, regia di Nicholas Peterson – cortometraggio (2014)
- Nerd Love, regia di Keith Brooks e Trevor Garner (2014)
- Always Watching, regia di James Moran (2015)
- Crimson Peak, regia di Guillermo del Toro (2015)
- Greyscale, regia di Ryan Dunlap (2015)
- Olive, regia di Aaron Martinez – cortometraggio (2015)
- The Midnight Man, regia di D.C. Hamilton (2016)
- We've Forgotten More Than We Ever Knew, regia di Thomas Woodrow (2016)
- No Touching, regia di Adam Davis e Will Corona Pilgrim – cortometraggio (2016)
- Gehenna: Where Death Lives, regia di Hiroshi Katagiri (2016)
- The Visitant, episodio di Patient Seven, regia di Nicholas Peterson (2016)
- Ouija - L'origine del male (Ouija: Origin of Evil), regia di Mike Flanagan (2016)
- Kiss the Devil in the Dark, regia di Jonathan Martin e Rebecca Martin – cortometraggio (2016)
- Han Solo: A Smuggler's Trade, regia di Keith Allen – cortometraggio direct-to-video (2016)
- The Bye Bye Man, regia di Stacy Title (2016)
- My Friend Max, regia di Mikeal Burgin – cortometraggio (2017)
- Duffy's Jacket, regia di Brian Hoesing – cortometraggio (2017)
- Nobility, regia di E.J. De La Pena (2017)
- The Boogeys, regia di Sanjay F. Sharma – cortometraggio (2017)
- The Danger Element, regia di John Soares (2017)
- The Terror of Hallow's Eve, regia di Todd Tucker (2017)
- La forma dell'acqua - The Shape of Water (The Shape of Water), regia di Guillermo del Toro (2017) - Amphibian Man
- 2151 - Minaccia aliena (5th Passenger), regia di Scotty Baker (2017)
- Island in the Sun, regia di Brad Burns – cortometraggio (2017)
- Hell's Kitty, regia di Nicholas Tana (2018)
- Beneath the Leaves, regia di Adam Marino (2019)
- The Circuit, regia di Prince Bagdasarian, James Bird, Tim Gagliardo, Mike Phillips, Tim Russ e Manu Intiraymi (2019)
- Scary Stories to Tell in the Dark, regia di André Øvredal (2019)
- The Visitant, episodio di The 100 Candles Game, regia di Nicholas Peterson (2020)
- Battle in Space: The Armada Attacks, regia di Andrew Jaksch, Lukas Kendall, Toby Rawal, Scott Robson, Sanjay F. Sharma e Luis Tinoco (2021)
- Dying Is Easy, regia di Aaron Schoenke e Sean Schoenke – cortometraggio (2021) - Riddler
- Hocus Pocus 2, regia di Anne Fletcher (2022)
- Homebody, regia di Brian Hoesing – cortometraggio (2022)
- Wisdom from the Apocalypse, regia di Ken May e Shane Ryan-Reid (2023)
- Space Command Redemption, regia di Marc Scott Zicree (2024)

#### Televisione
- McDonaldland – serie TV, 8 episodi (1987-2013)
- In Living Color – serie TV, episodio 2x24 (1991)
- I racconti della cripta (Tales from the Crypt) – serie TV, episodio 5x04 (1993)
- Due poliziotti a Palm Beach (Silk Stalkings) – serie TV, episodio 3x08 (1993)
- The Adventures of Young Indiana Jones: Hollywood Follies, regia di Michael Schultz – film TV (1994)
- Unsolved Mysteries – serie TV, episodio 7x05 (1994)
- A scuola di horror (Bone Chillers) – serie TV, episodio 1x05 (1996)
- E vissero infelici per sempre (Unhappily Ever After) – serie TV, episodio 3x13 (1997)
- The Weird Al Show – serie TV, 5 episodi (1997)
- Oltre i limiti (The Outer Limits) – serie TV, episodi 4x06-4x14-4x19 (1998)
- Kenan & Kel – serie TV, episodio 3x08 (1998)
- G vs E – serie TV, episodio 1x06 (1999)
- Buffy l'ammazzavampiri (Buffy the Vampire Slayer) – serie TV, episodio 4x10 (1999)
- Cinque in famiglia (Party of Five) – serie TV, episodio 6x16 (2000)
- The Darkling, regia di Po-Chih Leong – film TV (2000)
- Alien Hunter – serie TV, episodi sconosciuti (2001)
- CSI - Scena del crimine (CSI: Crime Scene Investigation) – serie TV, episodio 3x01 (2002)
- The Guardian – serie TV, episodio 3x08 (2003)
- Rock Me, Baby – serie TV, episodio 1x17 (2004)
- Significant Others – serie TV, episodio 2x01 (2004)
- Criminal Minds – serie TV, episodi 1x11-4x10 (2005-2008)
- Fear Itself – serie TV, episodio 1x08 (2008)
- Universal Dead – serie TV, episodi 1x01-1x02-1x03 (2010)
- Battle Jitni: The Danger Element, regia di John Soares – cortometraggio TV (2010)
- Tales from Beyond the Pale – serie TV, episodio 1x04 (2010)
- Pretend Time – serie TV, 6 episodi (2010)
- The Guild – serie TV, 4 episodi (2011)
- Fallout: Nuka Break – serie TV, episodi 1x02-1x03-1x05 (2011)
- Dragon Age: Redemption – serie TV, 6 episodi (2011)
- The League of S.T.E.A.M. – serie TV, episodio 2x05 (2012)
- The Jeff Lewis 5 Minute Comedy Hour – serie TV, episodio 2x01 (2012)
- Zombie Family – serie TV, episodio 1x01 (2012)
- Vicini del terzo tipo (The Neighbors) – serie TV, 6 episodi (2012-2013)
- Research. – serie TV, 8 episodi (2012-2013)
- Comedy Bang! Bang! – serie TV, episodio 2x06 (2013)
- Sons of Anarchy – serie TV, episodio 6x05 (2013)
- Falling Skies  – serie TV, 28 episodi (2013-2015)
- Adopted – serie TV, 4 episodi (2013-2018)
- Teen Wolf – serie TV, episodio 3x15 (2014)
- Falling Skies: The Enemy Within, regia di Nick Pride – miniserie TV, 1 puntata (2014)
- The Strain – serie TV, 6 episodi (2014-2016)
- Hell's Kitty – serie TV, episodi 1x15-1x16 (2015)
- Arrow – serie TV, episodio 3x19 (2015) - Jake Simmons / Deathbolt
- The Flash – serie TV, episodio 1x22 (2015) - Jake Simmons / Deathbolt
- Murder?, regia di Adam Hall – miniserie TV, puntate 1-4 (2015)
- Z Nation – serie TV, episodio 2x09 (2015)
- L'ultima eredità (The Ultimate Legacy), regia di Joanne Hock - fillm TV (2016)
- Team Nerdist, regia di Andrew Bowser e Jason Nguyen – miniserie TV, 1 puntata (2016)
- Nazareth, regia di Carol Anderson, Aaron Bohn e Jim Shores – film TV (2017)
- Star Trek: Discovery – serie TV, 60 episodi (2017-2024) - Saru
- Star Trek: Short Treks – serie TV, episodio 1x03 (2018) - Saru
- Better Things – serie TV, episodi 3x02-3x04 (2019)
- I Am, regia di Carlo Sciortino – miniserie TV, puntata 1 (2019)
- What We Do in the Shadows – serie TV, 11 episodi (2019-2023)
- Space Command – serie TV, episodi 1x01-1x02-1x25 (2020)

#### Videoclip
- Smash Mouth All Star, regia di McG (1999)

### Doppiatore

#### Cinema
- Hellboy - La spada maledetta (Hellboy: Sword of Storms), regia di Phil Weinstein (2006) - Abe Sapien
- Hellboy - Fiumi di sangue (Hellboy: Blood and Iron), regia di Victor Cook (2007) - Abe Sapien
- Quantum Quest: A Cassini Space Odyssey, regia di Harry 'Doc' Kloor (2010)
- Chaisson: Quest for Oriud, regia di Brian Ulrich – cortometraggio (2014)
- The Man in the Silo, regia di Phil Donlon (2016)

#### Televisione
- Monster School Animation - serie animata, episodio 1x01 (2017)
- Automata – serie TV, 5 episodi (2017-2018)
- DuckTales - Avventure di paperi (DuckTales) - serie animata, episodio 3x10 (2020)
- Star Trek Logs – serie TV, 6 episodi (2020-2022) - Saru
- Star Trek: Very Short Treks - serie animata, episodi 1x02-1x04 (2023) - Saru

#### Videogiochi
- Rise of the Silver Surfer (2007) - Silver Surfer
- Hellboy: The Science of Evil (2008) - Abe Sapien

## Discografia parziale

### Audiolibri
- 2015 - Out of the Aeons: Remastered Excerpts

## Doppiatori italiani
Nelle versioni in italiano delle opere in cui ha recitato, Doug Jones è stato doppiato da:
- Enrico Pallini in Hellboy, Hellboy: The Golden Army, Criminal Minds (ep. 4x10)
- Alessio Cigliano in Star Trek: Discovery, Hocus Pocus 2
- Fabrizio Manfredi in Arrow, The Flash
- Oreste Baldini in Criminal Minds (ep. 1x11)
- Roberto Draghetti ne Il labirinto del fauno
- Teo Bellia in Fear Itself
- Stefano Benassi ne Il circo della farfalla
- Mario Bombardieri in Falling Skies
- Roberto Certomà in Teen Wolf
- Stefano Billi in Z Nation
- Massimo Corvo in I Fantastici 4 e Silver Surfer